# Jynocel Basweti
Jynocel Onyancha Basweti (3 dicembre 1986) è un ex maratoneta keniota.

## Biografia
Nel 2012 ha ricevuto una squalifica per doping della durata di due anni.

## Competizioni internazionali
2006
- Oro alla Maratona di Moline ( Moline) - 2h16'36"
- 4º alla Maratona di Baltimora ( Baltimora) - 2h17'27"
- Oro alla Maratona di Buffalo ( Buffalo) - 2h19'15"
- 10º alla Maratona di Duluth ( Duluth) - 2h21'40"
- 6º alla Charleston Distance Run ( Charleston), 15 miglia - 1h15'40"
- 4º alla Mezza maratona di Virginia Beach ( Virginia Beach) - 1h05'31"
- 10º alla Mezza maratona di Parkersburg ( Parkersburg) - 1h06'48"
- Oro alla George Washington Parkway Classic ( Alexandria), 10 miglia - 48'34"
- 7º alla Sallie Mae 10 km ( Washington) - 30'03"
- 8º alla Ukrop's Monument Avenue ( Richmond) - 30'40"
- Bronzo alla PVI Runfest ( Fairfax), 5 km - 14'38"
- 10º alla Debbie Green 5 km ( Wheeling), 5 km - 14'50"

2007
- Oro alla Maratona di Austin ( Austin) - 2h14'02"
- Argento alla Maratona di Las Vegas ( Las Vegas) - 2h17'41"
- Bronzo alla Maratona di Moline ( Moline) - 2h21'54"
- Argento alla Charleston Distance Run ( Charleston), 15 miglia - 1h17'17"
- Bronzo alla Mezza maratona di Kitty Hawk ( Kitty Hawk) - 1h03'38"
- Oro alla Mezza maratona di Raleigh ( Raleigh) - 1h05'09"
- 9º alla Mezza maratona di Parkersburg ( Parkersburg) - 1h05'20"
- 18º alla Lilac Bloomsday Run ( Spokane), 12 km - 36'02"
- 24º alla SunTrust Bank Crazy 8's ( Kingsport), 8 km - 24'23"
- Argento alla Friends & Family/YMCA Turkey Trot ( Fredericksburg), 5 km - 14'43"

2008
- Oro alla Maratona di Moline ( Moline) - 2h18'04"
- Argento alla Maratona di Salt Lake City ( Salt Lake City) - 2h19'31"
- 11º alla Maratona di Duluth ( Duluth) - 2h20'45"
- Oro alla Maratona di Denver ( Denver) - 2h22'17"
- Oro alla Maratona di Richmond ( Richmond) - 2h22'22"
- 6º alla Mezza maratona di Columbus ( Columbus) - 1h04'16"
- Bronzo alla Mezza maratona di San Diego ( San Diego) - 1h07'15"
- 4º alla Firecracker Fast ( Little Rock), 5 km - 14'21"

2009
- Argento alla Maratona di Miami ( Miami) - 2h18'14"
- Oro alla Maratona di Richmond ( Richmond) - 2h18'28"
- Argento alla Maratona di Jackson ( Jackson) - 2h19'19"
- Argento alla Maratona di Moline ( Moline) - 2h19'40"
- 4º alla Maratona di Jacksonville Beach ( Jacksonville Beach) - 2h21'50"
- 4º alla Maratona di Seattle ( Seattle) - 2h23'21"
- Argento alla Maratona di Denver ( Denver) - 2h23'56"
- 5º alla Mezza maratona di Naples ( Naples) - 1h05'00"
- Bronzo alla Mezza maratona di San Diego ( San Diego) - 1h05'52"
- 17º alla Mezza maratona di Saltillo ( Saltillo) - 1h11'10"
- 6º alla Deseret Morning News/KJZZ-TV ( Salt Lake City) - 29'10"

2010
- Oro alla Maratona di Seattle ( Seattle) - 2h18'20"
- Oro alla Maratona di Jackson ( Jackson) - 2h19'15"
- 5º alla Maratona di Jacksonville Beach ( Jacksonville Beach) - 2h19'16"
- Oro alla Maratona di Atlanta ( Atlanta) - 2h20'49"
- Oro alla Maratona di Albany ( Albany) - 2h20'55"
- 6º alla Maratona di Pittsburgh ( Pittsburgh) - 2h23'06"
- 20º alla Maratona di Duluth ( Duluth) - 2h26'53"

2011
- Bronzo alla Maratona di Richmond ( Richmond) - 2h16'00"
- 14º alla Maratona di Duluth ( Duluth) - 2h18'04"
- Oro alla Maratona di Moline ( Moline) - 2h18'40"
- 6º alla Maratona di Pittsburgh ( Pittsburgh) - 2h19'41"
- 5º alla Maratona di Philadelphia ( Filadelfia) - 2h21'01"
- 7º alla Maratona di Ciudad Juárez ( Ciudad Juárez) - 2h21'04"
- 4º alla Maratona di Jackson ( Jackson) - 2h21'11"
- 9º alla Maratona di Città del Messico ( Città del Messico) - 2h21'22"
- 6º alla Maratona di Mexicali ( Mexicali) - 2h23'47"
- Argento alla Maratona di Knoxville ( Knoxville) - 2h24'57"
- Oro alla Maratona di Buffalo ( Buffalo) - 2h25'30"
- Oro alla Maratona di Atlanta ( Atlanta) - 2h29'44"
- 16º alla Maratona di Jackson ( Jackson) - 2h37'12"
- Bronzo alla Mezza maratona di Atlanta ( Atlanta) - 1h07'30"

2012
- 4º alla Maratona di Jackson ( Jackson) - 2h23'48"

2014
- Argento alla Maratona di Ciudad Juárez ( Ciudad Juárez) - 2h18'37"
- 53º alla Maratona di Città del Messico ( Città del Messico) - 2h39'44"
- Oro alla Maratona di McAllen ( McAllen) - 2h40'45"
- Argento alla Mezza maratona di Aguascalientes ( Aguascalientes) - 1h09'45"